# Элгкян, Саркис
Саркис Элгкян (греч. Σαρκίς Ελγκιάν; 24 марта 1972) — греческий борец греко-римского стиля, участник Олимпийских игр.

## Спортивная карьера
В сентябре 1994 года он занял 4 место на чемпионате мира 1994 года в финском Тампере, уступил бронзовую медаль украинцу Андрею Калашникову. На чемпионате Европы 1996 года стал 18-м. В июле 1996 года на Олимпийских играх в Атланте на стадии 1/16 финала проиграл румыну Мариану Санду, в первом утешительном раунде одолел россиянина Александра Игнатенко, во втором утешительном победил Ремигиюса Шукявичюса, далее одолел японца Кенкичи Нишими, в 5 раунде уступил кубинцу Луису Сармиенто, а в схватке за 7 место победил вновь победил Кенкичи Нишими. На чемпионате мира 1998 года занял 14 место. Он выиграл серебряную медаль на военных играх 1999 года и чемпионате мира среди военнослужащих 2000 года.

## Спортивные результаты
- Чемпионат мира по борьбе 1994 — 4;
- Чемпионат Европы по борьбе 1996 — 18;
- Олимпиада 1996 — 7;
- Чемпионат мира по борьбе 1998 — 14;
- Всемирные военные игры 1999 — ;
- Чемпионат мира по борьбе среди военнослужащих 2000 — ;